# Трибаљ
Трибаљ (хрв. Tribalj) је насељено место у Винодолска општина, Приморско-горанска жупанија, Хрватска.

## Историја
До територијалне реорганизације у Хрватској био је у саставу старе општине Цриквеница.

## Становништво
У попису становништва из 2011. године, Трибаљ је имао 621 становника.
| Број становника према пописима | Број становника према пописима | Број становника према пописима | Број становника према пописима | Број становника према пописима | Број становника према пописима | Број становника према пописима | Број становника према пописима | Број становника према пописима | Број становника према пописима | Број становника према пописима | Број становника према пописима | Број становника према пописима | Број становника према пописима | Број становника према пописима | Број становника према пописима |
| ------------------------------ | ------------------------------ | ------------------------------ | ------------------------------ | ------------------------------ | ------------------------------ | ------------------------------ | ------------------------------ | ------------------------------ | ------------------------------ | ------------------------------ | ------------------------------ | ------------------------------ | ------------------------------ | ------------------------------ | ------------------------------ |
| 1857                           | 1869                           | 1880                           | 1890                           | 1900                           | 1910                           | 1921                           | 1931                           | 1948                           | 1953                           | 1961                           | 1971                           | 1981                           | 1991                           | 2001                           | 2011                           |
| 833                            | 997                            | 1.030                          | 1.107                          | 1.228                          | 1.187                          | 1.090                          | 1.084                          | 795                            | 898                            | 785                            | 710                            | 627                            | 625                            | 612                            | 621                            |

Напомена: Године 2001. повећана за подручје престалих насеља Башуње Мале, Белобрајићи, Блажићи, Јањеваљ, Пећца, Подсопаљ Белградски, Подсопаљ Дривенички, Ричина, Ропци, Семичевићи, Сушик и Трибаљ Горњи. За та некадашња насеља садржи податке из 1857. до 1991.